# タモリステーション
『タモリステーション』（英：TAMORI STATION）は、テレビ朝日系列で2022年から不定期に放送されている、タモリ司会の教養特別番組（報道特別番組）である。
タモリ司会の同系列の音楽番組『ミュージックステーション』、及び同系列の平日の最終ニュース番組の『報道ステーション』から派生している。番組タイトルロゴおよび番組上の表記は『TAMORI STATION』。番組の略称は『タモステ』。

## 概要
司会のタモリは2021年10月、延べ34年間にわたって『ミュージックステーション』の総合司会を務め、長期間にわたる同一番組への司会によるギネス世界記録に2回目の認定を受けている。この番組では、自らの持つ知的好奇心をフルに生かし、旬の話題に鋭く切り込むという内容で展開される。

## 放送内容

### 2022年

#### 第1回「〜二刀流 大谷翔平の軌跡〜」
- 2022年1月28日 20時 - 21時54分（JST）　テレビ朝日系列全国ネット[1]。収録放送。
- 平均世帯視聴率15.9%（ビデオリサーチ調べ、関東地区）[3]
- 司会：タモリ
- 出演：王貞治（福岡ソフトバンクホークス球団会長）[1]、栗山英樹（野球日本代表監督）[注 2][1]、天海祐希（俳優）[1]
- 進行：大下容子（テレビ朝日アナウンス部 役員待遇）
- 進行補佐：安藤萌々（テレビ朝日アナウンサー）
- ナビゲーター：大越健介（報道STATIONメインキャスター、元NHK報道局政治部記者）[4]
- 放送内容：メジャーリーグベースボールの大谷翔平は2021年シーズン、46本塁打・9勝を挙げ、「二刀流」として活躍し、日本人選手としてイチロー以来20年ぶりのアメリカンリーグMVPを断トツの満票で受賞するなど、11のタイトルを受賞。高く評価されている。この番組では、テレビ朝日アメリカ支社の取材スタッフが全米各地に関係者を取材し、大谷が持つ規格外の肉体・技術・精神力、二刀流の元祖とされるベーブ・ルースとの共通点などを探った[5][1][6][7][8]。
- 受賞歴：2022年日本民間放送連盟賞 テレビエンターテイメント部門 優秀賞[9]

#### 第2回「〜欧州とロシアの挟間で ウクライナ戦争の真実〜」
- 2022年3月18日 20時 - 21時54分（JST）　テレビ朝日系列全国ネット[10][11][12]。生放送[4]。
- 平均世帯視聴率13.5%、個人視聴率7.8%（ビデオリサーチ調べ、関東地方）[13]
- 司会：タモリ
- 解説：小泉悠（東京大学先端科学技術研究センター専任講師）、兵頭慎治（防衛省防衛研究所）[2]
- 出演：岡部芳彦（ウクライナ研究会会長）、名越健郎（拓殖大学海外事情研究所教授）、 角茂樹（元駐ウクライナ日本国大使）
- 中継：大越健介（報道STATIONメインキャスター）
- アシスタント：大下容子（テレビ朝日アナウンス部 役員待遇）、小木逸平（テレビ朝日アナウンス部 主任）
- 放送内容：ロシアのウクライナ侵攻の"真実"をテーマに、緊急生放送で放送[4]。ウクライナの現状や、ロシアが軍事侵攻に踏み切った背景など、通常の報道番組では伝えきれていない当事者たちの人物像、両国の歴史を深く掘り下げた。また、第1回の放送でナビゲーターとして登場した大越健介も出演し、国境地帯での取材内容などを、ポーランドから生中継でレポートした。このほか、キエフ、ワシントン、北京の各地と生中継を結びながら、ロシアのウクライナ侵攻の最新情報を送った[4][14]。また、タモリは途中、1時間以上も無言を貫き、話題となった。タモリは最後に「こうしている間も大勢の人がウクライナで亡くなっている、というより殺されているわけですから…いろいろありますけど、一日も早く平和な日がウクライナに来ることを祈るだけですね」と述べた。東国原英夫はTwitterで「タモリさんが何も喋らない。2時間生放送で、確か3カ所程で一言二言。ハシビロコウの様に動かず、ある意味遺影の様だった。しかし、その存在感は半端無く、『沈黙』が逆に『雄弁』を物語っていた。昔、TVタックルに覆面で出た立川談志師匠を彷彿させた」と投稿した[2]。

#### 第3回「〜タモリ、カーリングを勉強する。〜」
- 2022年7月1日 20時30分 - 21時54分（JST）　テレビ朝日系列全国ネット[15]。収録放送。
- 平均世帯視聴率7.0%、個人視聴率3.9%（ビデオリサーチ調べ、関東地方）[16]
- 司会：タモリ
- 出演：本橋麻里[17]、ロコ・ソラーレ[15]、山口剛史[18]、木村佳乃[18]、三村マサカズ（さまぁ〜ず）[18]
- スタジオ進行：斎藤ちはる（テレビ朝日アナウンサー）[18]、安藤萌々（テレビ朝日アナウンサー）[18]
- ロケ進行：安藤萌々（テレビ朝日アナウンサー）[15]
- 放送内容：北京オリンピックの女子カーリングで日本史上初の銀メダルを獲得したロコ・ソラーレ、カーリングをテーマに放送。競技のルーツ、ルールを含め、さまざまな角度から深掘りしていった。ロコ・ソラーレ生誕の地である北海道常呂町に、タモリがロコ・ソラーレのメンバーとともにロケを実施。ロケでは、北見市カーリングホールにて、ロコ・ソラーレのメンバー、本橋麻里とロコ・ソラーレ結成秘話を含めたエピソードトークを行った[15][17]。スタジオパートでは、リンクづくりのプロフェッショナルとテレビ朝日の美術チームが、丸2日がかりで本格仕様のリンクを特設。本橋麻里と平昌オリンピックカーリング日本代表山口剛史による解説のもと、司会のタモリ、番組ゲストの木村佳乃、三村マサカズ（さまぁ〜ず）が実際にカーリングに挑戦した[18][19]。このほか、常呂町がカーリングの聖地とされる背景にもフォーカス。"常呂町カーリングの父"・小栗祐治（常呂カーリング協会初代会長、2017年没）に関するエピソードなどを交えながら、カーリングの聖地とされる背景を紐解いていった[17]。

#### 第4回「〜日本サッカー運命の大一番! 絶対に負けられないFIFAワールドカップ決戦直前SP〜」
- 2022年11月27日 17時 - 18時40分（JST）[20]　テレビ朝日系列全国ネット[20]。生放送[20][21]。
- 平均世帯視聴率10.9%、個人視聴率6.3%（ビデオリサーチ調べ、関東地方）[22]
- 司会：タモリ
- 出演：川渕三郎（日本トップリーグ連携機構会長）[20]、中山雅史（元サッカー日本代表・2023年度アスルクラロ沼津監督）[20]
- スタジオ進行：清水俊輔（テレビ朝日アナウンサー）[23]、斎藤ちはる（テレビ朝日アナウンサー）[23]
- 中継：内田篤人（元サッカー日本代表・サッカー解説者・『報道ステーション』サッカーキャスター）[20]、安藤萌々（テレビ朝日アナウンサー）[23]
- 放送内容：「FIFAワールドカップカタール2022」をテーマに、グループE第2戦のコスタリカ戦を直前にした生放送となる[20][21]。日本代表のスタメン発表、森保一監督へのインタビューなど、テレビ朝日FIFAワールドカップ フィールドキャスターを務める内田篤人による中継、レポートを交えながら、試合直前の日本代表の様子を伝えた[20][21]。また、コスタリカ代表の戦術分析のほか、地元の熱狂ぶりも中継。スタジオパートでは、日本代表とワールドカップの歴史を川渕三郎、中山雅史と共に振り返った[20][21]。このほか、ペレを含む数々のスターのワールドカップ秘話、リオネル・メッシ、クリスティアーノ・ロナウドをはじめとするスーパースターのプレー、今大会のポイントもフォーカスした[20][21]。

### 2023年

#### 第5回「大谷翔平 祈る全快! がんばれ大谷!祝・ホームラン王SP〜王&栗山対談で紐解く大谷の2023年〜」
- 2023年10月27日 20時 - 21時48分（JST）[24]　テレビ朝日系列全国ネット[24]。収録放送[25]。
- 平均世帯視聴率11.4%、個人視聴率6.6%（ビデオリサーチ調べ、関東地方）[26]
- 司会：タモリ
- ゲスト：栗山英樹、古田敦也、五十嵐亮太[24]
- VTR出演：王貞治、近藤健介、アーロン・ジャッジ ほか[24]
- 進行：安藤萌々（テレビ朝日アナウンサー）[24]
- 放送内容：日本人初となる、MLBのホームラン王を獲得した大谷翔平をテーマに放送[24]。2023年の大谷翔平の軌跡にフォーカスすると共に、現役メジャーリーガーらの証言・インタビューも交えながら、大谷翔平が同年に変更した新たなバットや球種のスイーパーなどの分析も行った[24][25]。

#### 第6回「総力検証!《富士山噴火》灼熱1200度のマグマ再現実験にタモリも驚愕」
- 2023年11月25日 20時54分 - 22時24分（JST）[27][28]　テレビ朝日系列全国ネット[27]。収録放送[27]。
- 平均世帯視聴率12.5%、個人視聴率7.2%（ビデオリサーチ調べ、関東地方）[29]
- 司会：タモリ
- ゲスト：野口健、藤井敏嗣、高荷智也[27]
- 進行：安藤萌々（テレビ朝日アナウンサー）[27]
- 放送内容：富士山をテーマに放送。火山としての側面にフォーカスした。ロケでは、富士山の宝永火口底へタモリ、安藤萌々が訪れた[27][28]。噴火が起きた際における対処方法、被害を最小限に抑えるための備えなどにも話題を広げる一方、山梨・富士吉田市「富士山科学研究所」との協力による溶岩流実験、最新研究を含め、様々な角度から富士山噴火の検証も行った[27][28]。

#### 第7回「沸騰する地球 ～2023 気候変動が生む負の連鎖〜」
- 2023年12月15日 20時 - 21時48分（JST）テレビ朝日系列全国ネット[30]。収録放送。
- 平均世帯視聴率8.5%、個人視聴率4.9%（ビデオリサーチ調べ、関東地方）[31]
- 司会：タモリ
- ゲスト：立花義裕（三重大学大学院教授）[32][33]、高藪縁（東京大学大気海洋研究所教授）[32]
- 進行：安藤萌々（テレビ朝日アナウンサー）
- 放送内容：「気候変動」をテーマに放送[30][34][32]。2023年は、深刻な干ばつ、ヨーロッパでの山火事、巨大ハリケーンや豪雨が頻発するなど、異常気象がこれまで以上に見られた1年であった。これを踏まえ、日本列島の気候やクマの生態系をめぐる異変をはじめ、世界各地の現状を分析しながら、気候変動に関する実験も交えつつ、気候変動の負の連鎖に迫った[30][34][32]。

### 2024年

#### 第8回「緊急検証 2024年年明けを襲った衝撃と奇跡」
- 2024年1月13日 20時54分 - 22時24分（JST）テレビ朝日系列全国ネット[35]。生放送[35]。
- 平均世帯視聴率9.6%、個人視聴率5.8%（ビデオリサーチ調べ、関東地方）[36]
- 司会：タモリ
- ゲスト：西村卓也（京都大学防災研究所教授）、河田惠昭（関西大学社会安全研究科特別任命教授）[37]、塚原利夫（SRC研究所　元日本航空インターナショナル機長）、江上いずみ（元日本航空客室乗務員）
- 進行：渡辺瑠海（テレビ朝日アナウンサー）
- 令和6年能登半島地震、羽田空港地上衝突事故をテーマに放送[35]。能登半島地震に関しては、現地と中継を結びながら、被災地の現状を伝えつつ、地震発生のメカニズムを分析[35]。羽田空港地上衝突事故では、CAへの取材や乗客の証言をもとに、事故発生時の状況、脱出劇の裏側などを特集した[35]。

#### 第9回「テレビが見た決定的瞬間 感動のスポーツ70年〜夢、希望、勇気〜」
- 2024年2月10日 20時54分 - 22時47分（JST）テレビ朝日系列全国ネット。収録放送。
- 平均世帯視聴率8.2%、個人視聴率4.8%（ビデオリサーチ調べ、関東地方）[38]
- 司会：タモリ
- ゲスト：川淵三郎、栗山英樹、荒川静香、棚橋弘至
- VTR出演：阿波野秀幸、石坂浩二、宇野昌磨、北島康介、ジーコ、新間寿、梨田昌孝、羽生結弦、舟橋慶一、ボブ・アラム、ラルフ・ブライアント　ほか
- 進行：渡辺瑠海（テレビ朝日アナウンサー）

#### 第10回「MLB開幕! 日本人選手大追跡SP～大谷翔平・山本由伸・ドジャース徹底解剖～栗山・古田・松坂がMLBを行く!」
- 2024年3月23日 20時54分 - 22時24分（JST）テレビ朝日系列全国ネット。生放送。
- 平均世帯視聴率8.5%、個人視聴率5.0%（ビデオリサーチ調べ、関東地方）[39]
- 司会：タモリ
- ゲスト：栗山英樹、古田敦也、松坂大輔
- 進行：斎藤ちはる（テレビ朝日アナウンサー）

#### 第11回「日本の魚が変だ～いま、海に何が起きているのか〜」
- 2024年4月19日 20時00分 - 21時48分（JST）テレビ朝日系列全国ネット。収録放送。
- 司会：タモリ
- ゲスト：白山義久（京都大学名誉教授、海洋研究開発機構アドバイザー）、藤井賢彦（東京大学大気海洋研究所教授）、坂上暁史（"鮨 銀座おのでら"統括総料理長）、木村文乃
- 進行：渡辺瑠海（テレビ朝日アナウンサー）

#### 第12回「インバウンド最前線～訪日外国人に学ぶ日本の観光底力〜」
- 2024年6月1日 20時54分 - 22時24分（JST）テレビ朝日系列全国ネット。収録放送。
- 司会：タモリ
- ゲスト：宮澤エマ、鳥海高太朗（航空・旅行アナリスト、帝京大学非常勤講師）、辻本法子（桃山学院大学副学長）
- VTR出演：クレイグ・モド（ニューヨークタイムズ ライター）、森山みなみ（テレビ朝日アナウンサー）
- 進行：渡辺瑠海（テレビ朝日アナウンサー）

#### 第13回「時代を作った! 昭和のCMソング50」
- 2024年8月17日 20時54分 - 22時24分（JST）テレビ朝日系列全国ネット。収録放送。
- 平均世帯視聴率12.0%、個人視聴率6.9%（ビデオリサーチ調べ、関東地方）[40]
- 司会：タモリ
- ゲスト：葉加瀬太郎、澤本嘉光（dentsu Japan エグゼクティブ・クリエーティブ・ディレクター）、いとうせいこう
- 歌唱ゲスト：新妻聖子、横山だいすけ
- VTR出演：松崎しげる
- 進行：渡辺瑠海（テレビ朝日アナウンサー）

#### 第14回「誕生50年…日本を変えたコンビニ」
- 2024年9月27日 20時00分 - 21時48分（JST）テレビ朝日系列全国ネット。収録放送。
- 司会：タモリ
- ゲスト：田中裕二（爆笑問題）、菜々緒、渡辺広明（消費経済アナリスト）
- VTR出演：吉岡秀子（コンビニジャーナリスト）
- 進行：渡辺瑠海（テレビ朝日アナウンサー）

#### 第15回「大谷翔平 "記録と記憶"に残る2024 歴史的快挙の真実」
- 2024年11月8日 20時00分 - 21時48分（JST）テレビ朝日系列全国ネット。収録放送。
- 平均世帯視聴率10.2%、個人視聴率6.1%（ビデオリサーチ調べ、関東地方）[41]
- 司会：タモリ
- ゲスト：松井稼頭央、松坂大輔、青木宣親
- 進行：清水俊輔（テレビ朝日アナウンサー）、渡辺瑠海（テレビ朝日アナウンサー）

### 2025年

#### 第16回「"闇バイト強盗事件" 徹底解明」
- 2025年1月25日 20時54分 - 22時24分（JST）テレビ朝日系列全国ネット。収録放送。
- 司会：タモリ
- ゲスト：木村佳乃、黒川博行（直木賞作家）、佐々木成三（元埼玉県警捜査一課刑事、防犯アドバイザー）、金井誠一郎（テレビ朝日警視庁キャップ）
- 進行：渡辺瑠海（テレビ朝日アナウンサー）

#### 第17回「正しく備えよ! 南海トラフ巨大地震」
- 2025年3月7日 20時00分 - 21時48分（JST）テレビ朝日系列全国ネット。収録放送。
- 平均世帯視聴率9.7%、個人視聴率5.7%（ビデオリサーチ調べ、関東地方）[42]
- 司会：タモリ
- ゲスト：木村佳乃、平田直（東京大学名誉教授）、高荷智也（備え・防災アドバイザー）、
有川太郎（中央大学教授）
- 進行：渡辺瑠海（テレビ朝日アナウンサー）

#### 第18回「国民総利用! 世界も賞賛する新幹線の知られざる進化の秘密を徹底検証"新幹線60年物語"」
- 2025年4月25日 20時00分 - 21時48分（JST）テレビ朝日系列全国ネット。収録放送。
- 司会：タモリ
- ゲスト：木村佳乃、金山洋一（富山大学特別研究教授）、綱島均（日本大学特任教授）
- 進行：渡辺瑠海（テレビ朝日アナウンサー）

#### 第19回「誕生103年 デパ地下進化論」
- 2025年6月13日 20時00分 - 21時48分（JST）テレビ朝日系列全国ネット。収録放送。
- 司会：タモリ
- ゲスト・進行：木村佳乃
- ゲスト：山田悟（『デパート新聞』編集長）、福永輝彦（出店アドバイザー）
- アシスタント：渡辺瑠海（テレビ朝日アナウンサー）

#### 第20回「帰ってきた二刀流・大谷翔平ワールドシリーズ連覇への道」
- 2025年7月26日 20時54分 - 22時24分（JST）テレビ朝日系列全国ネット。収録放送。
- 平均世帯視聴率9.0%、個人視聴率5.0%（ビデオリサーチ調べ、関東地方）[43]
- 司会：タモリ
- ゲスト：田口壮、松坂大輔
- アシスタント：渡辺瑠海（テレビ朝日アナウンサー）

## スタッフ
第2・4・8・10回はスタッフロールを表示せず。また、一部のスタッフは『緊急特報!侍ジャパンWBC世界一の熱狂』も担当。